# Иринген
Иринген (нем. Ihringen) — община в Германии, в земле Баден-Вюртемберг, известный в частности благодарая виноделию. Расположен вблизи горы Тотенкопф (Totenkopf) самой высокой точки возвышения Кайзерштуль. Посёлок (община) подразделяется на 2 сельских округа (Ortsteilen) — Иринген и Васэнвайлер (нем. Wasenweiler). 
Подчиняется административному округу Фрайбург. Иринген впервые упомянут в документе 962 года как Uringa, Васэенвайлер впервые упомянут около 1000 года как Uuasenuuilara. Входит в состав района Брайсгау — Верхний Шварцвальд. Население составляет 5912 человек (на 31 декабря 2010 года). Занимает площадь 23,00 км². Расположен в около 20 км на запад от города Фрайбурга.
Населённый пункт Васэнвайлер, расположенный в нескольких километрах от исторического Ирингена, официально административно принадлежит к Ирингену с 1974 года. Так как в обоих населённых пунктах производится вино, на их гербах изображены виноградные грозди.

Герб Ирингена
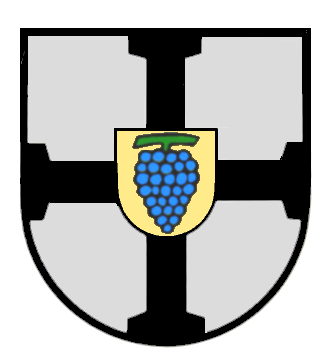
Герб Васэнвайлера